# 후쿠시마 중앙 TV

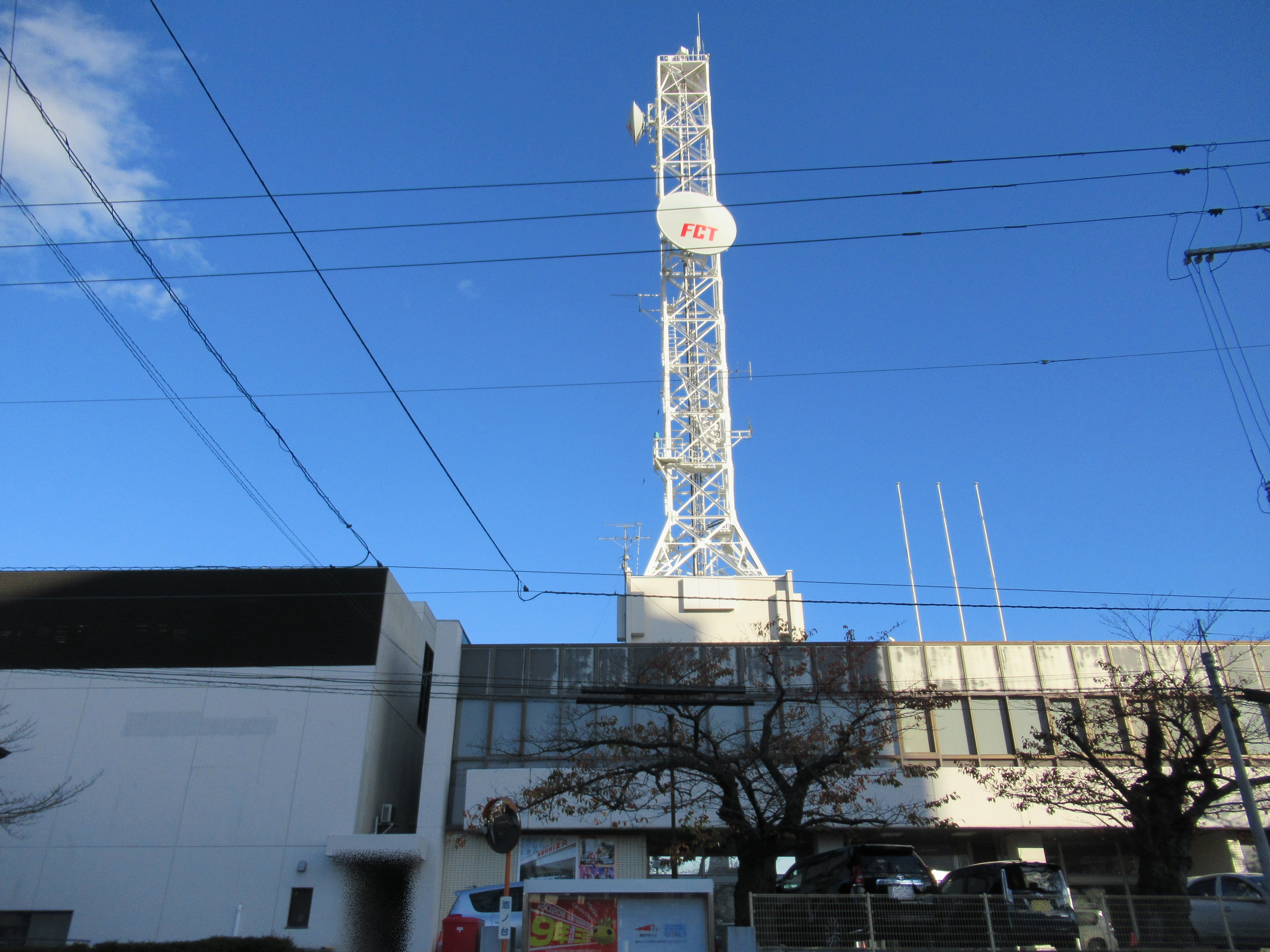
후쿠시마 중앙 TV

후쿠시마 중앙 TV는 1970년 4월 1일 후쿠시마현의 2번째 민영방송국으로 개국하였으며
약칭은 영어약칭 Fukushima Central Television Co., Ltd에서 따온 FCT, 콜사인은 JOVI-DTV이다.

## 연혁
- 1969년 5월 회사설립
- 1970년 4월 1일 후쿠시마의 2번째 민영 텔레비전 방송국이자 후쿠시마의 첫 번째 UHF 텔레비전 방송국으로 개국.
- 1971년 4월 1일 컬러 텔레비전 방송 개시. 이날부터 일본의 모든 텔레비전 방송국에서 컬러 방송이 실시되었다.[1]
- 1971년 9월 30일 FNN·FNS 탈퇴.
- 1971년 10월 1일 후쿠시마 TV와의 네트워크 교환에 의해 NNN-ANN 크로스넷 방송국이 된다.
- 1981년 9월 30일 이 날을 기점으로 ANN을 탈퇴.
- 1981년 10월 1일 후쿠시마 방송 개국에 따라 NNN 완전가맹국이 되었으며 이날부터 음성다중방송을 시작하였다.
- 1989년 3월 29일 후쿠시마 지사에 있던 스튜디오 기능을 이전.
- 2006년 6월 1일 지상파 디지털 텔레비전 방송 개시.
- 2012년 3월 31일 지상파 아날로그 텔레비전 본방송 종료

## 뉴스 네트워크 변천사
- 1970년 4월 1일 후지 TV·NET-TV의 크로스 네트워크 방송국으로 개국.FNN·FNS·ANN에 가맹.
- 1971년 10월 1일 후쿠시마 TV와의 네트워크 체인지에 의해 FNN·FNS를 탈퇴하면서 NNN에 가맹.니혼TV·NET-TV의 크로스넷 방송국이 된다.준 키국이 간사이 TV 방송·마이니치 방송에서 요미우리 TV 방송·마이니치 방송으로 변경.
- 1972년 이 해 발족한 NNS에 가맹.
- 1975년 3월 31일 간사이 지역 방송 네트워크 준 중심방송국 네트워크 교체에 의해 ANN쪽 준 중심방송국이 아사히 방송이 되지만 후쿠시마 TV에서 방송하던 프로그램 일부는 이행되지 않았다.
- 1981년 10월 1일 후쿠시마 방송개국에 따라 TV 아사히 계열 프로그램이 중단되면서 니혼TV 완전계열국이 된다.

## 보충서술
- 회사명에 중앙이라는 말이 들어가 있으며 일본에서 중앙이라는 단어가 들어가 있는 방송국은 이 방송국과 시마네현에 있는 산인 중앙 TV 방송밖에 없다.
- 개국 초기에는 FNN·FNS와 ANN 크로스넷 방송국이었다.
- 1968년부터 시작된 텔레비전 방송국 설치운동의 결과로 고리야마시에 설립되었고 이런 이유에서인지 후쿠시마시에 본사가 있는 후쿠시마 첫 민영 텔레비전 방송국 후쿠시마 TV(FTV)와 비교하면 지금도 여러 면에서 고리야마 지방색이 진하다는 특징이 있다.
- 당초, 예비 면허 신청사(11사)안에는 당시 후쿠시마교통 사장으로 여러 가지 문제를 일으켜 후쿠시마 현민을 불쾌하게 만든 오다 오쿠라 사장이 있었기 때문에 오다와 관련되고 싶지 않았던 라디오 후쿠시마(rfc)나 후쿠시마 민보는 곧바로 면허신청을 철회했다.
- 후쿠시마 TV와의 네트워크 교환
요미우리 신문이 설립에 관여했으면서 개국 초기 후지 TV계열에 있던 이유는 당시 후쿠시마 TV측이 스포츠 중계 등 인기 프로그램이 많이 있던 니혼TV 프로그램 이행을 거부했고 또 니혼TV측도 VHF채널을 쓰는 방송국을 선호하고 있었기 때문이다.[2] 그러나 요미우리 신문사의 관계자들은 후쿠시마 TV의 공영 텔레비전 방송국적 체질[3]에 위기감을 가지고 있어 순수한 민간기업 방송국인 FCT를 계열국으로 만들고 싶었던 것 같다.
그러나 FCT는 아사히 신문이 설립당시 관깊게 관련되어 NET-TV(현재의 TV 아사히)와도 네트워크 관계를 맺고 있었다.FCT는 NET-TV에 비해 시청률면에서 강한 후지 텔레비전 계열 프로그램을 많이 방송하고 싶어했으나 아사히와 NET-TV의 관계로 인해 가능한 한 두 방송국의 프로그램을 대등한 입장에서 방송하지 않으면 안되었고 아사히 측이 NET-TV를 밀어주면서 NET-TV는 후쿠시마중앙테레비에 NET계열 프로그램 방송비율을 늘리라고 강요했다.
이러한 FCT와 요미우리측의 이해관계가 맞아 떨어져 후쿠시마 측 신문사가 가진 후쿠시마테레비 주식과 후지산케이 그룹이 가진 FCT 주식을 교환해 네트워크 교체가 실현되어 FCT의 자본에 요미우리 자본이 참가하면서, 니혼TV계 프로그램을 중심으로 편성하는 것이 가능해졌다.

## 후쿠시마현에 있는 다른 텔레비전·라디오 방송국
- NHK 후쿠시마 방송국
- 후쿠시마 방송(KFB)(TV 아사히 계열)
- TV-U 후쿠시마(TUF)(도쿄 방송 계열)
- 후쿠시마 TV(FTV)(후지 TV 계열)
- 라디오 후쿠시마(RFC)(JRN·NRN 계열)
- FM후쿠시마(JFN 계열)